# Rheinmetall Caracal
Der Caracal ist ein unter Führung von Rheinmetall entwickeltes Luftlandefahrzeug.

## Grundkonzept
Das Luftlandefahrzeug Caracal basiert auf der militärischen Baureihe 464 der G-Klasse von Mercedes-Benz; diese baut als sogenannte Behördenversion auf dem ursprünglichen G 461 auf und hat Starrachsen sowie ein im militärischen Bereich übliches zusätzliches 24-V-Bordnetz; der W 464 wird seit August 2023 hergestellt. Der modulare Aufbau des Fahrzeuges wird von der ACS Armoured Car Systems geliefert. Es sollen jeweils bis zu zwei Fahrzeuge als Innen- oder Außenlast von den Hubschraubern CH-47F Chinook und CH-53K King Stallion transportiert werden können (Luftverlegbarkeit).

## Geschichte
Die Bundeswehr und die niederländischen Streitkräfte haben sich im Juli 2023 in einem Rahmenvertrag mit Rheinmetall auf Eckpunkte geeinigt: Die Bundeswehr will insgesamt bis zu 2054 Fahrzeuge beschaffen und die niederländischen Streitkräfte bis zu 1004 Fahrzeuge. Der Rahmenvertrag hat einen Gesamtwert von bis zu 1,9 Mrd. € brutto und wird für den deutschen Anteil aus dem Sondervermögen der Bundeswehr finanziert.
Die Fahrzeuge sollen in Varianten für den Personen-, Gruppen- und Materialtransport sowie als Sanitätsfahrzeuge eingesetzt werden und in der Bundeswehr den Wolf und den Mungo in der Division Schnelle Kräfte (DSK) ersetzen. Die Niederlande werden den Caracal in der 11. Luchtmobiele Brigade einsetzen, die wiederum der DSK unterstellt ist. Die Auslieferung der ersten Erprobungsmuster ist bereits im ersten Quartal 2024 geplant, der Beginn der Serienauslieferung ist für Anfang 2025 vorgesehen.
Entwickelt und gebaut wird der Caracal in Kooperation mit Mercedes-Benz und  ACS Armoured Car Systems GmbH, Sitz in Derching bei Friedberg (Bayern) (eine hundertprozentige Tochtergesellschaft der Gruma Nutzfahrzeuge GmbH, Sitz ebenso in Derching). In einem ersten Schritt wurden aus dem Rahmenvertrag 1508 Fahrzeuge – 1004 für Deutschland und 504 für die Niederlande – im Wert von rund 870 Mio. € einschließlich Mehrwertsteuer fest bestellt. Die Endmontage der Fahrzeuge soll Rheinmetall zufolge komplett in den Niederlanden erfolgen.
Im November 2023 wurde bekannt, dass die Ukraine 5 Fahrzeuge im Rahmen der Ertüchtigungshilfe erhalten wird. Eine weitere Lieferung von 20 zusätzlichen Fahrzeugen wurde im Februar 2024 bekannt.

## Nutzer
Die folgende Auflistung militärischer Nutzer enthält im Wesentlichen Staaten, bei denen der Rheinmetall Caracal im aktiven Truppendienst steht oder stehen wird:
 Deutschland
Heer: 1004 Luftlandeplattform Caracal (Bestellung im Jahr 2023 beschlossen, Serienlieferung ab 2025)
 Niederlande
Koninklijke Landmacht: 504 Luftlandeplattform Caracal (Bestellung im Jahr 2023 beschlossen, Serienlieferung ab 2025); zur Verwendung in der 11 Luchtmobiele Brigade.
 Ukraine
25 Luftlandeplattform Caracal (Lieferung 5 Exemplar 2023, 20 in 2024)